# 国際科
国際科（こくさいか）とは、日本の高等学校に設置される学科の一つ。
高等学校設置基準第5条第2号と第6条第2項で「外国語に関する学科」又は「国際関係に関する学科」と定義されているものに該当する。
設置目的は概ね「国際的に活躍できる人材を養成するため」「国際的に通用する教養を涵養し、国際的な見地をもつための教育を行うため」とされている。
普通科における教育内容と比較して、英語を中心とする語学教育が強化されている。場合によっては第二外国語教育も行われる。留学をカリキュラムに組み込むこともある。
国際関係に関する素養を養うため、世界史を中心とする史学などの教育が強化されることも多々ある。
また、帰国生徒や留学生の受け入れ先としての機能も果たしている。